# Starý svět

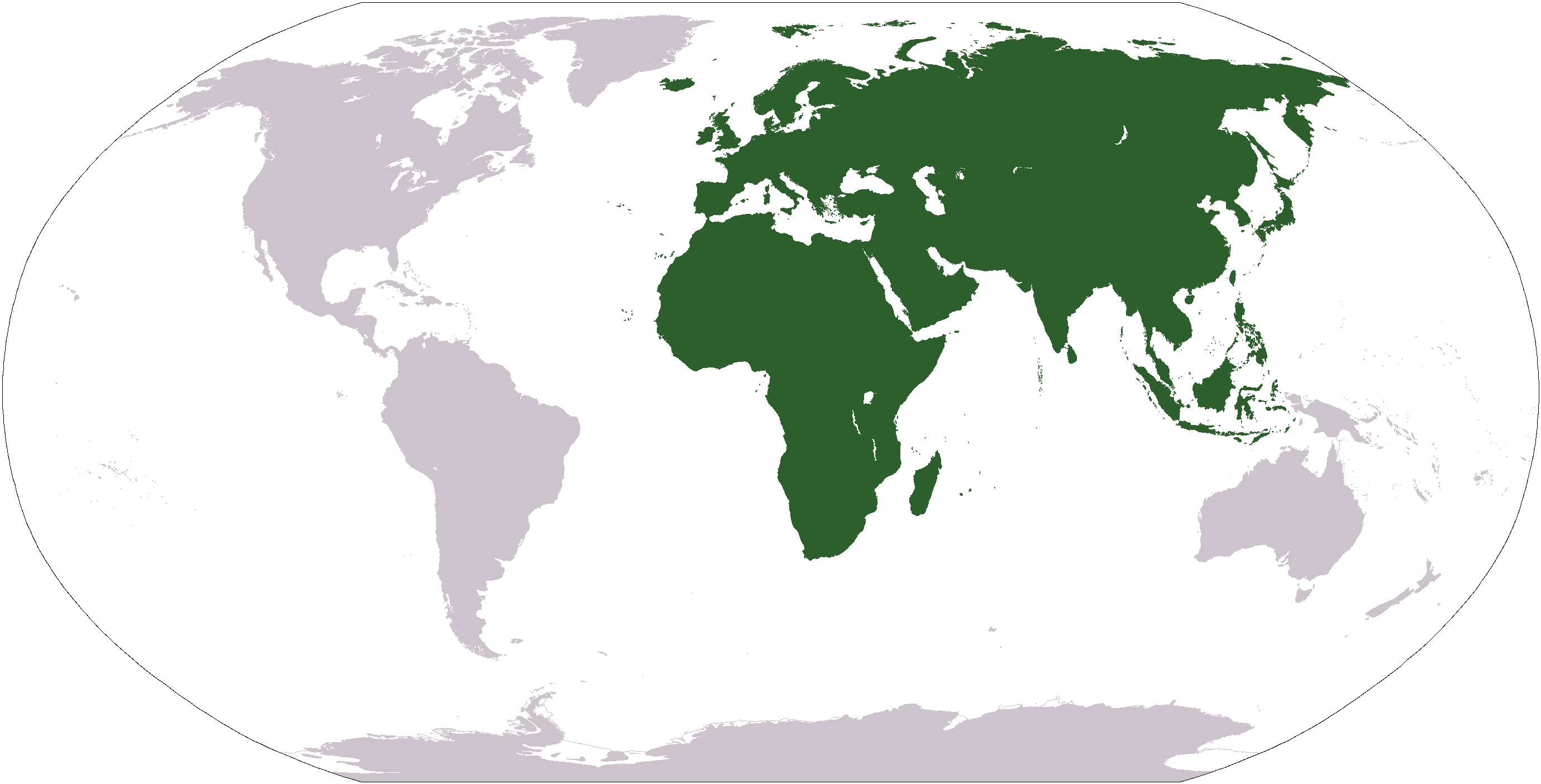

Starý svět je označení pro ty části Země, které byly všeobecně známy Evropanům, Asiatům a Afričanům v 15. století před první cestou Kryštofa Kolumba. Zahrnuje tedy Evropu, Asii a Afriku – Eurafrasii. Doplňujícím termínem Nový svět je označována vesměs Amerika. Austrálie nezapadá ani do jednoho pojetí těchto světů a bere se jako Austrálie.
Pojem Starý svět je poměrně často užíván biology. Je to způsobeno tím, že Afrika, Evropa a Asie jsou spolu ve fyzickém kontaktu a evolučně úspěšné druhy se v minulosti snadno šířily po celé této oblasti a vývoj na americkém kontinentu probíhal, byť nikoliv izolovaně, tak alespoň do určité míry odlišně. Biologové proto používají termíny jako „opice Starého a Nového světa“ nebo „kožní leismaniózy Starého a Nového světa“ atd.